# UFC on Fox: Dillashaw vs. Barão 2
UFC on Fox: Dillashaw vs. Barão 2 è stato un evento di arti marziali miste tenuto dalla Ultimate Fighting Championship svolto l'25 luglio 2015 all'United Center di Chicago, Stati Uniti.

## Retroscena
Nel main event della card si sfidarono, in un rematch valido per il titolo dei pesi gallo UFC, il campione in carica T.J. Dillashaw e l'ex campione Renan Barão. I due atleti si sfidarono per la prima volta all'evento UFC 173, in un incontro durato ben 5 round vinto per KO tecnico da Dillashaw che ottenne per la prima volta il titolo di campione. Il rematch tra i due venne posticipato due volte; la prima ad UFC 177 quando Barão venne portato all'ospedale a causa di problemi dovuti al taglio del peso. La seconda volta, all'evento UFC 186, Dillashaw dovette rinunciare all'incontro a causa della rottura di una costola.
Nel co-main event si sfidarono l'ex campionessa Strikeforce dei pesi gallo Miesha Tate e Jessica Eye, in un match che avrebbe dato alla vincitrice l'opportunità di competere per il titolo.
L'ex campione dei pesi leggeri UFC Anthony Pettis avrebbe dovuto affrontare Myles Jury. Tuttavia, Pettis venne rimosso dalla card il 7 maggio a causa di un infortunio al gomito e sostituito da Edson Barboza. In seguito, Jury subì un infortunio il 9 giugno e venne rimpiazzato da Paul Felder.
L'incontro dei pesi leggeri tra Danny Castillo e Rustam Khabilov, che doveva tenersi a UFC 182, venne riorganizzato per questo evento. Tuttavia, ancora una volta, Khabilov venne rimosso dalla card a causa di problemi con il visto d'ingresso per gli Stati Uniti. Castillo affrontò quindi Jim Miller.
Erik Koch doveva affrontare Ramsey Nijem, ma il primo venne rimosso dalla card alla fine di giugno per infortunio e venne sostituito dal nuovo arrivato Andrew Holbrook.
Antonuio Braga Neto avrebbe dovuto affrontare Zak Cummings. Tuttavia, Neto si infortunò nei primi giorni di giugno e venne rimpiazzato da Dominique Steele.

## Risultati
|                                                   | Divisione         |                    |                 |                   | Metodo                                      | Round           | Tempo           | Premio          |
| Card Principale                                   | Card Principale   | Card Principale    | Card Principale | Card Principale   | Card Principale                             | Card Principale | Card Principale | Card Principale |
| ------------------------------------------------- | ----------------- | ------------------ | --------------- | ----------------- | ------------------------------------------- | --------------- | --------------- | --------------- |
| Sfida valida per il titolo di campione indiscusso | Pesi Gallo        | T.J. Dillashaw (c) | batte           | Renan Barão       | KO Tecnico (pugni)                          | 4               | 0:35            | POTN            |
|                                                   | Pesi Gallo (F)    | Miesha Tate        | batte           | Jessica Eye       | Decisione unanime (30-27, 30-27, 30-27)     | 3               | 5:00            |                 |
|                                                   | Pesi Leggeri      | Edson Barboza      | batte           | Paul Felder       | Decisione unanime (29-28, 29-28, 29-28)     | 3               | 5:00            | FOTN            |
|                                                   | Pesi Leggeri      | Joe Lauzon         | batte           | Takanori Gomi     | KO Tecnico (pugni)                          | 1               | 2:37            |                 |
| Card Preliminare                                  |                   |                    |                 |                   |                                             |                 |                 |                 |
|                                                   | Pesi Mediomassimi | Tom Lawlor         | batte           | Gian Villante     | KO (pugno)                                  | 2               | 0:27            | POTN            |
|                                                   | Pesi Leggeri      | Jim Miller         | batte           | Danny Castillo    | Decisione non unanime (28-29, 29-28, 30-27) | 3               | 5:00            |                 |
|                                                   | Pesi Welter       | Ben Saunders       | batte           | Kenny Robertson   | Decisione non unanime (29-28, 28-29, 29-28) | 3               | 5:00            |                 |
|                                                   | Pesi Gallo        | Bryan Caraway      | batte           | Eddie Wineland    | Decisione unanime (29-28, 29-28, 30-27)     | 3               | 5:00            |                 |
|                                                   | Pesi Leggeri      | James Krause       | batte           | Daron Cruickshank | Sottomissione (rear-naked choke)            | 1               | 1:27            |                 |
|                                                   | Pesi Leggeri      | Andrew Holbrook    | batte           | Ramsey Nijem      | Decisione non unanime (29-28, 28-29, 29-28) | 3               | 5:00            |                 |
|                                                   | Pesi Gallo (F)    | Elizabeth Phillips | batte           | Jessamyn Duke     | Decisione unanime (29-28, 29-28, 29-28)     | 3               | 5:00            |                 |
|                                                   | Pesi Welter       | Zak Cummings       | batte           | Dominique Steele  | KO Tecnico (pugni)                          | 1               | 0:43            |                 |

## Premi
I lottatori premiati ricevettero un bonus di 50.000 dollari.
Legenda:
- FOTN: Fight of the Night (vengono premiati entrambi gli atleti per il miglior incontro dell'evento)
- POTN: Performance of the Night (viene premiato il vincitore per la migliore performance dell'evento)

## Incontri Annullati
|  | Divisione    |                |        |                    | Motivo                              |
|  | ------------ | -------------- | ------ | ------------------ | ----------------------------------- |
|  | Pesi Leggeri | Anthony Pettis | contro | Myles Jury         | Pettis subì un infortunio           |
|  | Pesi Leggeri | Myles Jury     | contro | Edson Barboza      | Jury subì un infortunio             |
|  | Pesi Leggeri | Danny Castillo | contro | Rustam Khabilov    | Khabilov ebbe problemi con il visto |
|  | Pesi Leggeri | Erik Koch      | contro | Ramsey Nijem       | Koch subì un infortunio             |
|  | Pesi Welter  | Zak Cummings   | contro | Antonio Braga Neto | Neto subì un infortunio             |